# Новочелны-Сюрбеево
Новочелны́-Сюрбе́ево (чув. Аслӑ Ҫӗрпӳел) — деревня в Комсомольском районе Чувашской Республики. Входит в Новочелны-Сюрбеевское сельское поселение.

## Климат
Климат умеренно континентальный с продолжительной холодной зимой и тёплым летом. Средняя температура января −12,9 °C, июля 18,3 °C. За год в среднем выпадает до 552 мм осадков.

## Связь и средства массовой информации
- Связь: ОАО «Волгателеком», Би Лайн, МТС, Мегафон. Развит интернет ADSL технологии.
- Газеты и журналы:.
- Телевидение:Население использует эфирное и спутниковое телевидение, за отсутствием кабельного телевидения. Эфирное телевидение позволяет принимать национальный канал на чувашском и русском языках.

## Люди, связанные с Новочелны-Сюрбеево
- Священномученик Герман (Кокель) — епископ Благовещенский.
- Кашкер Микули — чувашский поэт, певец и фольклорист.
- Артемьев, Вениамин Петрович — глава администрации Новочебоксарска.